# نوومیچوررینسک
شهر نوومیچوررینسک (به روسی: Новомичуринск) در کشور روسیه و در اوبلاست ریازان واقع شده‌است.